# Belterwijde
De Belterwijde (meestal uitgesproken als Belterwiede, ook kortweg Belter genoemd) is een meer in de Kop van Overijssel ten zuidwesten van Wanneperveen in de Nederlands provincie Overijssel. Het meer wordt in een oostelijke en een westelijk deel gescheiden door de Blauwehandseweg (N334). Het meer is genoemd naar het zuidelijk van het meer gelegen dorp De Zandbelt dat deel uitmaakt van Belt-Schutsloot.

## Het oostelijke deel
Langs de Blauwehandseweg ligt in het meer de vaargeul Beukersgracht. De brug van de Blauwe hand vormt de verbinding van het oostelijk van de Belterwijde met de Beulakerwijde. Aan de noordoever van het oostelijk deel zijn veel recreatieve voorzieningen in de vorm van campings, bungalowparken en jachthavens, deze sluiten aan bij de bebouwing van het Westeinde van het streekdorp Wanneperveen. Verder is er aan de noordoever een landtong die vrij diep het meer in steekt. Hier ligt het kampterrein van Vereniging de Zeilpunter, die met verschillende typen punters over het meer zeilt. Punters maken deel uit van de traditionele vaartuigen van de dorpen rond het meer. De oost- en zuidoever bestaat grotendeels uit natuurterrein die deel uitmaken van het gebied De Wieden van Natuurmonumenten. Deze terreinen bestaan grotendeels uit riet- en natte graslanden en broekbossen. Op de zuidelijke oever ligt de Bakkerskooi. Deze eendenkooi was de eerste aankoop van Natuurmonumenten in de Kop van Overijssel en staat daarmee aan de basis van De Wieden. Iets ten zuiden van het meer ligt in de Blauwehandseweg een vaste brug die de verbinding vormt tussen oostelijk deel en westelijk deel van het meer.

## Het westelijke deel
De zuidoever van het westelijk deel bestaat grotendeels uit terreinen behorend bij het natuurgebied De Wieden. Namen die deze terreinen dragen zijn Gheert Aorends en het Kraaiennest. Hier ligt ook een eendenkooi. Tevens ligt er een eiland bij de zuidoever genaamd Preekstoel. Het Brielaand vormt een eiland doordat het aan de westzijde begrensd wordt door de Arembergergracht en aan de zuidkant door een smalle vaart. De Arembergergracht loopt middels een vaargeul van de zuidoever naar op de noordoever gelegen Ronduite en vormt daar de doorgang naar de Beulakerwijde. Bij de Ronduite is er een versmalling van het meer die de doorgang vormt naar de Boschwijde. De Boschwijde wordt vrijwel geheel omgeven door natuurgebieden. Alleen de plaats waar de Veneweg (N762) de noordoever vormt, heeft geen natuurlijk karakter. Van Ronduite tot de Blauwe hand vormt de Veneweg de noordoever van het westelijk deel.
In het westelijk deel ligt een zone speciaal gereserveerd voor speedboten en waterskiërs. Bij de Blauwehandseweg is er een parkeerplaats voor de waterrecreatie.

## Ontstaan en geschiedenis
Het meer is oorspronkelijk een laagveengebied, dat verveend is vanaf de Middeleeuwen. De vervening was ongereglementeerd waardoor er brede trekgaten waren, gescheiden door smalle stroken land. In 1775, 1776 en 1825 sloegen stormvloeden de stroken land weg en ontstond de Belter. De Veneweg die nu als een smalle strook land tussen de Beulaker- en Belterwijde doorloopt dateert van voor die tijd en heeft dus altijd de beide meren gescheiden. Dat geldt niet voor de Blauwehandseweg die wel naderhand in de twintigste eeuw door het meer heen is aangelegd. In 1921 kwam ingenieursbureau Van Hasselt en Koning met een plan om vrijwel alle moerasgebieden van de Kop van Overijssel in te polderen. Ook de drooglegging van de Belterwijde maakt deel uit van dit plan. Een commissie onder leiding van dijkgraaf A.F. Stroink wijzigde dit plan sterk en liet onder meer de drooglegging van de Belterwijde vallen. De reden was dat men uitging van sterke kwel en de slechte kwaliteit van de bodem van het meer. Na de aankoop van de Bakkerskooi heeft Natuurmonumenten grote delen van het oostelijke deel van het meer en de om het meer heen liggende gebieden weten te verwerven. Het waterbeheer van het meer is in handen van waterschap Drents Overijsselse Delta.

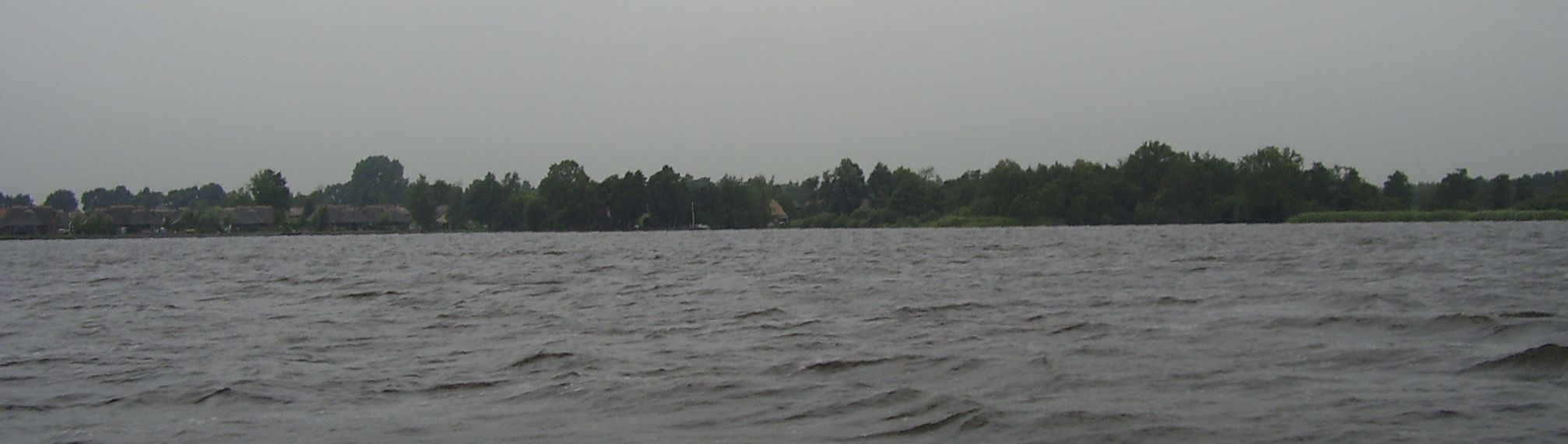
Noordoostelijke over van het oostelijke deel van de Belterwijde, links een vakantiebungalowpark, rechts een natuurlijke oever